# Fussballclub Winterthur 2010-2011
Questa voce raccoglie le informazioni riguardanti il Fussballclub Winterthur nelle competizioni ufficiali della stagione 2010-2011.

## Stagione
Nella stagione 2010-2011 il Winterthur, allenato da Boro Kuzmanović, concluse il campionato di Challenge League al 13º posto. In Coppa Svizzera il Winterthur fu eliminato al secondo turno dal Wohlen.

## Rosa
| N. |                        | Ruolo | Calciatore             |
| -- | ---------------------- | ----- | ---------------------- |
| 1  | Serbia (bandiera)      | P     | Vaso Vasić             |
| 2  | Svizzera (bandiera)    | D     | Dominik Ritter         |
| 3  | Svizzera (bandiera)    | D     | Nick von Niederhäusern |
| 4  | Svizzera (bandiera)    | C     | Luca Zuffi             |
| 5  | Svizzera (bandiera)    | D     | Stefan Iten            |
| 7  | Paesi Bassi (bandiera) | C     | Kristian Kuzmanovic    |
| 8  | Svizzera (bandiera)    | C     | Nico Thüring           |
| 9  | Svizzera (bandiera)    | A     | Rainer Bieli           |
| 10 | Svizzera (bandiera)    | A     | Goran Antić            |
| 11 | Svizzera (bandiera)    | C     | Michel Sprunger        |
| 14 | Svizzera (bandiera)    | C     | Sven Lüscher           |
| 15 | Svizzera (bandiera)    | D     | Patrik Schuler         |
| 16 | Svizzera (bandiera)    | C     | Fabio Serafini         |
| 18 | Brasile (bandiera)     | P     | Christian Leite        |

| N. |                     | Ruolo | Calciatore         |
| -- | ------------------- | ----- | ------------------ |
| 19 | Svizzera (bandiera) | C     | Denis Simijonovic  |
| 21 | Svizzera (bandiera) | C     | Matteus Senkal     |
| 22 | Svizzera (bandiera) | C     | Luis Frangao       |
| 24 | Italia (bandiera)   | C     | Luca Radice        |
| 25 | Svizzera (bandiera) | C     | Vilson Doda        |
| 25 | Svizzera (bandiera) | A     | Murat Ural         |
| 26 | Svizzera (bandiera) | D     | Granit Lekaj       |
| 27 | Croazia (bandiera)  | C     | Josip Uzelac       |
| 27 | Zimbabwe (bandiera) | A     | Newton Ben Katanha |
| 28 | Svizzera (bandiera) | D     | Raymond Tinner     |
| 28 | Albania (bandiera)  | C     | Ermir Lenjani      |
| 29 | Svizzera (bandiera) | D     | Daniel Sereinig    |
| 32 | Svizzera (bandiera) | P     | Marko Vasilj       |

## Organigramma societario
Area tecnica
- Allenatore: Boro Kuzmanović
- Allenatore in seconda: Dario Zuffi
- Preparatore dei portieri: Paolo Cesari
- Preparatori atletici:

## Calciomercato

### Sessione estiva
| Acquisti | Acquisti           | Acquisti            | Acquisti |
| R.       | Nome               | da                  | Modalità |
| -------- | ------------------ | ------------------- | -------- |
| A        | Newton Ben Katanha | Wettswil-Bonstetten |          |
| P        | Christian Leite    | Gossau              |          |
| A        | Coutinho           | Gossau              |          |
| D        | Granit Lekaj       | Winterthur II       |          |
| D        | Pasquale Sbarra    | APEP Pitsilia       |          |
| C        | Denis Simijonovic  | Winterthur II       |          |
| C        | Nico Thüring       | Kriens              |          |
| D        | Raymond Tinner     | Winterthur II       |          |
| C        | Josip Uzelac       | Winterthur II       |          |

| Cessioni | Cessioni          | Cessioni     | Cessioni |
| R.       | Nome              | a            | Modalità |
| -------- | ----------------- | ------------ | -------- |
| C        | Amir Abrashi      | Grasshoppers |          |
| A        | Innocent Emeghara | Grasshoppers |          |
| C        | Remo Freuler      | Grasshoppers |          |
| C        | Ermir Lenjani     | Grasshoppers |          |

### Sessione invernale
| Acquisti | Acquisti        | Acquisti     | Acquisti |
| R.       | Nome            | da           | Modalità |
| -------- | --------------- | ------------ | -------- |
| D        | Daniel Sereinig | Friburgo     |          |
| A        | Murat Ural      | San Gallo II |          |

| Cessioni | Cessioni        | Cessioni            | Cessioni |
| R.       | Nome            | a                   | Modalità |
| -------- | --------------- | ------------------- | -------- |
| A        | Coutinho        | Frauenfeld          |          |
| D        | Mattias Schnorf | Atlanta Silverbacks |          |
| D        | Pasquale Sbarra | YF Juventus         |          |

## Risultati

### Challenge League

#### andata
| Arbitro: | Klossner |

|                                         |           |  |
| Steuble 13’ Roux 25’, 26’ Celestini 65’ | Marcatori |  |

| Arbitro: | Wermelinger |

|             |           |                                     |
| Frangao 66’ | Marcatori | 34’ Philippe 50’ Tadić 89’ Foschini |

| Arbitro: | Gremaud |

|                                        |           |             |
| Moser 18’ Mathys 56’ (rig.) Veloso 65’ | Marcatori | 78’ Thüring |

| Arbitro: | Carrell |

|                            |           |               |
| Lüscher 11’, 47’ Bieli 21’ | Marcatori | 64’ Karanović |

| Arbitro: | Jaccottet |

|  |           |                                      |
|  | Marcatori | 33’ Zuffi 36’ Antić 77’ (aut.) Hebib |

| Arbitro: | Huwiler |

|           |           |                         |
| Antić 67’ | Marcatori | 22’ Marazzi 27’ Aratore |

| Arbitro: | Klossner |

|               |           |             |
| Lodigiani 45’ | Marcatori | 16’ Schnorf |

| Arbitro: | Graf |

|                           |           |                       |
| Bieli 8’ (rig.) Antić 71’ | Marcatori | 13’ Tarone 23’ Santos |

| Arbitro: | Laperrière |

|                             |           |                                   |
| N'Gindu 7’, 54’ Levrand 63’ | Marcatori | 62’ Bieli 67’ Thüring 70’ Lüscher |

| Arbitro: | Graf |

|                   |           |                   |
| Bieli 4’ Iten 69’ | Marcatori | 44’ (rig.) Senger |

| Arbitro: | Laperrière |

|             |           |                           |
| Katanha 75’ | Marcatori | 37’ Rodriguez 62’ Germann |

| Arbitro: | Bertolini |

|                                |           |                |
| Valente 56’ (rig.) Mangold 64’ | Marcatori | 48’ Kuzmanovic |

| Arbitro: | Grossen |

|                                        |           |           |
| Lüscher 25’ Katanha 63’ Kuzmanovic 72’ | Marcatori | 86’ Schär |

| Arbitro: | Circhetta |

|                  |           |  |
| Katanha 10’, 80’ | Marcatori |  |

| Arbitro: | Klossner |

|                                   |           |  |
| Sabia 18’, 58’ Merenda 78’ (rig.) | Marcatori |  |

#### ritorno
| Arbitro: | Jaccottet |

|             |           |                       |
| Lenjani 60’ | Marcatori | 30’ Magro 90’ Reclari |

| Arbitro: | Carrell |

|             |           |             |
| Bijelić 90’ | Marcatori | 52’ Lenjani |

| Winterthur 6 marzo 2011, ore 14:30 CET 18ª giornata | Winterthur | 0 – 0 referto | Stade Nyonnais | Stadion Schützenwiese (1 700 spett.)\| Arbitro: \| Gremaud \| |
| Arbitro:                                            | Gremaud    |               |                |                                                               |

| Arbitro: | San |

|                   |           |                                   |
| Sirufo 82’ (rig.) | Marcatori | 16’ Lüscher 76’ Katanha 80’ Zuffi |

| Arbitro: | Zimmermann |

|                |           |                     |
| Kuzmanovic 76’ | Marcatori | 22’ Silvio 84’ Roux |

| Arbitro: | Bieri |

|                                              |           |                                               |
| Rüfli 6’ de Azevedo 40’ (rig.) Karanović 58’ | Marcatori | 14’ Lenjani 20’ (rig.) Kuzmanovic 56’ Katanha |

| Winterthur 9 aprile 2011, ore 18:00 CEST 22ª giornata | Winterthur | 0 – 0 referto | Sciaffusa | Stadion Schützenwiese (2 300 spett.)\| Arbitro: \| Gremaud \| |
| Arbitro:                                              | Gremaud    |               |           |                                                               |

| Arbitro: | Winter |

|                         |           |           |
| Tadić 11’ N'Tiamoah 17’ | Marcatori | 14’ Bieli |

| Arbitro: | San |

|                |           |                         |
| Kuzmanovic 24’ | Marcatori | 49’ Munsy 75’ Douillard |

| Arbitro: | Jancevski |

|                        |           |                                 |
| Preisig 21’ Afonso 27’ | Marcatori | 73’, 83’ (rig.), 90’ Kuzmanovic |

| Arbitro: | Wermelinger |

|                                                       |           |             |
| Sadiku 20’ Schuler 21’ (aut.) Hassell 69’ (rig.), 78’ | Marcatori | 54’ Lenjani |

| Arbitro: | Busacca |

|            |           |                    |
| Radice 84’ | Marcatori | 65’ (rig.) Cerrone |

| Arbitro: | Gremaud |

|           |           |  |
| Burki 28’ | Marcatori |  |

| Arbitro: | Laperrière |

|           |           |  |
| Bieli 71’ | Marcatori |  |

| Arbitro: | Huwiler |

|                           |           |           |
| Bastida 16’ Čavušević 28’ | Marcatori | 64’ Antić |

### Coppa Svizzera
| 19 settembre 2010, ore 15:00 CEST Primo turno | Freienbach | 2 – 3 | Winterthur |  |

| 16 ottobre 2010, ore 17:30 CEST Secondo turno | Wohlen | 5 – 1 | Winterthur |  |

## Statistiche

### Statistiche di squadra
| Competizione     | Punti | In casa | In casa | In casa | In casa | In casa | In casa | In trasferta | In trasferta | In trasferta | In trasferta | In trasferta | In trasferta | Totale | Totale | Totale | Totale | Totale | Totale | DR  |
| Competizione     | Punti | G       | V       | N       | P       | Gf      | Gs      | G            | V            | N            | P            | Gf           | Gs           | G      | V      | N      | P      | Gf     | Gs     | DR  |
| ---------------- | ----- | ------- | ------- | ------- | ------- | ------- | ------- | ------------ | ------------ | ------------ | ------------ | ------------ | ------------ | ------ | ------ | ------ | ------ | ------ | ------ | --- |
| Challenge League | 32    | 15      | 5       | 4       | 6       | 20      | 19      | 15           | 3            | 4            | 8            | 22           | 32           | 30     | 8      | 8      | 14     | 42     | 51     | -9  |
| Coppa Svizzera   | -     | 0       | 0       | 0       | 0       | 0       | 0       | 2            | 1            | 0            | 1            | 4            | 7            | 2      | 1      | 0      | 1      | 4      | 7      | -3  |
| Totale           | 32    | 15      | 5       | 4       | 6       | 20      | 19      | 17           | 4            | 4            | 9            | 26           | 39           | 32     | 9      | 8      | 15     | 46     | 58     | -12 |

### Andamento in campionato
| Giornata  | 1  | 2  | 3  | 4  | 5 | 6  | 7  | 8  | 9  | 10 | 11 | 12 | 13 | 14 | 15 | 16 | 17 | 18 | 19 | 20 | 21 | 22 | 23 | 24 | 25 | 26 | 27 | 28 | 29 | 30 |
| --------- | -- | -- | -- | -- | - | -- | -- | -- | -- | -- | -- | -- | -- | -- | -- | -- | -- | -- | -- | -- | -- | -- | -- | -- | -- | -- | -- | -- | -- | -- |
| Luogo     | T  | C  | T  | C  | T | C  | T  | C  | T  | C  | C  | T  | C  | C  | T  | C  | T  | C  | T  | C  | T  | C  | T  | C  | T  | T  | C  | T  | C  | T  |
| Risultato | P  | P  | P  | V  | V | P  | N  | N  | N  | V  | P  | P  | V  | V  | P  | P  | N  | N  | V  | P  | N  | N  | P  | P  | V  | P  | N  | P  | V  | P  |
| Posizione | 16 | 16 | 16 | 13 | 9 | 12 | 12 | 11 | 11 | 11 | 12 | 11 | 10 | 8  | 11 | 11 | 10 | 9  | 8  | 10 | 10 | 11 | 11 | 12 | 11 | 12 | 12 | 13 | 12 | 13 |

Legenda:

Luogo: C = Casa; T = Trasferta. Risultato: V = Vittoria; N = Pareggio; P = Sconfitta.

### Statistiche dei giocatori
| G. Antić             | 27 | 4 | 6 | 0 |
| R. Bieli             | 28 | 6 | 2 | 0 |
| C. Coutinho          | 1  | 0 | 0 | 0 |
| V. Doda              | 11 | 0 | 0 | 0 |
| L. Frangao           | 18 | 1 | 5 | 0 |
| S. Iten              | 27 | 1 | 9 | 0 |
| B. Katanha           | 19 | 6 | 3 | 0 |
| K. Kuzmanovic        | 22 | 8 | 5 | 0 |
| C. Leite             | 21 | 0 | 0 | 0 |
| G. Lekaj             | 9  | 0 | 1 | 0 |
| E. Lenjani           | 14 | 4 | 3 | 0 |
| S. Lüscher           | 27 | 5 | 8 | 0 |
| L. Radice            | 24 | 1 | 1 | 0 |
| D. Ritter            | 12 | 0 | 1 | 0 |
| M. Schnorf           | 10 | 1 | 2 | 1 |
| P. Schuler           | 25 | 0 | 4 | 0 |
| M. Senkal            | 3  | 0 | 2 | 0 |
| F. Serafini          | 5  | 0 | 0 | 0 |
| D. Sereinig          | 9  | 0 | 0 | 0 |
| D. Simijonovic       | 8  | 0 | 1 | 0 |
| M. Sprunger          | 17 | 0 | 1 | 0 |
| N. Thüring           | 18 | 2 | 0 | 0 |
| R. Tinner            | 0  | 0 | 0 | 0 |
| M. Ural              | 8  | 0 | 0 | 0 |
| J. Uzelac            | 0  | 0 | 0 | 0 |
| M. Vasilj            | 0  | 0 | 0 | 0 |
| V. Vasić             | 9  | 0 | 1 | 0 |
| L. Zuffi             | 19 | 2 | 5 | 0 |
| N. von Niederhäusern | 24 | 0 | 4 | 0 |